# Министарство за бригу о селу
Министарство за бригу о селу је једно од министарстава Владе Србије, основано је Законом о министарствима 2020. године и актуелни министар је Милан Кркобабић из странке ПУПС — Солидарност и правда. Такође он је на челу од оснивања овог министарства.

## Надлежности
Надлежности Министарство за бригу о селу, дефинисани Законом о министарствима, је државна управа и стручни послови у области:
- стратешко сагледавање положаја села и сеоског становништва
- предлагање мера и активности за унапређење услова живота и рада на селу
- неговање традиције и традиционалног начина живота на селу, ради очувања културно-историјских садржаја сеоских средина
- као и друге послове одређене другим законима

## Сектори
Сектори министарства су:
- Сектор за стратешко сагледавање положаја села и сеоског становништва
- Сектор за унапређење услова живота и рада на селу
- Сектор за неговање традиције на селу, очување културно историјских садржаја и промотивне активности
- Сектор за међународну сарадњу, европске интеграције и пројекте

## Конкурси Министарства
Конкурси које спроводи Министарство за бригу о селу су:
- Конкурс за доделу бесповратних средстава за опремање и уређење сеоских домова у селима
- Конкурс за доделу бесповратних средстава за подршку развоја привредних активности у сеоским срединама
- Конкурс за доделу бесповратних средстава за куповину сеоске куће са окућницом
- Конкурс за доделу бесповратних средстава за куповину минибусева за потребе превоза сеоског становништва
- Конкурс за доделу бесповратних средстава за организовање манифестације под називом „Mихољски сусрети села“